# Katerianá (Réthymnon)
Katerianá, en grec moderne : Κατεριανά, ou Katergianá (Κατεργιανά), est un village du dème de Mylopótamos, en Crète, en Grèce. Selon le recensement de 2011, la population de Katerianá compte 129 habitants. Il est situé à une altitude de 400 m et à une distance de 45 km de Réthymnon.